# 羅脩
羅脩（1415年—？），字脩爵，江西吉安府安福縣人，明朝政治人物。進士出身。

## 生平
山東鄉試第二十名。天順元年（1457年）丁丑科會試第三百名，殿試登進士第三甲第一百三十六名。

## 家族
曾祖羅均本。祖父羅文斌。父亲羅德。